# Titularbistum Blaundus
Blaundus (ital.: Blaundo) ist ein Titularbistum der römisch-katholischen Kirche.
Es geht zurück auf einen untergegangenen Bischofssitz in der antiken Stadt Blaundos, die in der kleinasiatischen Landschaft Lydien im Westen der heutigen Türkei lag. Der Bischofssitz war der Kirchenprovinz Sardes zugeordnet. 
| Titularbischöfe von Blaundus |                                  |                                                      |                   |                 |
| Nr.                          | Name                             | Amt                                                  | von               | bis             |
| 1                            | Michael Mongkhol On Prakhongchit | Apostolischer Vikar von Thare und Nonseng (Thailand) | 7. Mai 1953       | 23. Januar 1958 |
| 2                            | Victor-Jean Perrin               | emeritierter Bischof von Arras (Frankreich)          | 26. November 1961 | 31. Januar 1971 |